# Babna Gora (Trebnje, Slovenija)
Babna Gora je naselje u slovenskoj Općini Trebnju. Babna Gora se nalazi u pokrajini Dolenjskoj i statističkoj regiji Jugoistočnoj Sloveniji. 

## Stanovništvo
Prema popisu stanovništva iz 2002. godine naselje je imalo 16 stanovnika.